# Campionati italiani primaverili di nuoto 1973
I ventesimi campionati italiani primaverili di nuoto si sono svolti a Roma dal 23 al 25 marzo 1973. È stata utilizzata la vasca da 50 metri.

## Podi

### Uomini
| Evento               | Oro                                                                         | Tempo   | Argento                                                            | Tempo   | Bronzo                                                                 | Tempo   |
| Stile libero         |                                                                             |         |                                                                    |         |                                                                        |         |
| 100 m                | Roberto Pangaro                                                             | 54"9    | Paolo Barelli                                                      | 56"2    | Alberto Castagnetti                                                    | 56"6    |
| 200 m                | Roberto Pangaro                                                             | 2'01"2  | Riccardo Targetti                                                  | 2'04"4  | Lorenzo Marugo                                                         | 2'04"6  |
| 400 m                | Roberto Pangaro                                                             | 4'18"5  | Lorenzo Marugo                                                     | 4'23"9  | Marco Marcovaldi                                                       | 4'25"6  |
| 1500 m               | Lorenzo Marugo                                                              | 17'22"0 | Sergio Irredento                                                   | 17'33"8 | Andrea Parisini                                                        | 17'44"2 |
| Dorso                |                                                                             |         |                                                                    |         |                                                                        |         |
| 100 m                | Massimo Nistri                                                              | 1'03"5  | Michele Garufi                                                     | 1'03"8  | Simone Bosco                                                           | 1'03"9  |
| 200 m                | Massimo Nistri                                                              | 2'15"3  | Lapo Cianchi                                                       | 2'18"9  | Ettore Boschetti                                                       | 2'20"1  |
| Rana                 |                                                                             |         |                                                                    |         |                                                                        |         |
| 100 m                | Giancarlo Mauro                                                             | 1'10"1  | Giorgio Lalle                                                      | 1'11"3  | Gilberto Giberti                                                       | 1'12"0  |
| 200 m                | Giorgio Lalle                                                               | 2'31"9  | Gilberto Giberti                                                   | 2'37"1  | Sandro Berretta                                                        | 2'38"9  |
| Farfalla             |                                                                             |         |                                                                    |         |                                                                        |         |
| 100 m                | Maurizio Castagna                                                           | 1'01"4  | Roberto Pangaro                                                    | 1'01"5  | Angelo Tozzi                                                           | 1'01"6  |
| 200 m                | Angelo Tozzi                                                                | 2'12"8  | Maurizio Castagna                                                  | 2'13"0  | Cesare Butini                                                          | 2'17"6  |
| Misti                |                                                                             |         |                                                                    |         |                                                                        |         |
| 200 m                | Lorenzo Marugo                                                              | 2'18"4  | Paolo Barelli                                                      | 2'19"1  | Gilberto Giberti                                                       | 2'20"4  |
| 400 m                | Lorenzo Marugo                                                              | 4'57"9  | Gilberto Giberti                                                   | 5'00"6  | Giorgio Lalle                                                          | 5'02"1  |
| Staffette            |                                                                             |         |                                                                    |         |                                                                        |         |
| 4x100 m stile libero | Aniene Stefano Mingione Marco Stabilini Alberto Castagnetti Roberto Pangaro | 3'48"8  | Fiat Mario Lovisolo Paolo Martinetto Di Benedetto Lorenzo Gariglio | 3'51"3  | Lazio Paolo Barelli Nardelli Luigi Barelli Francesco Marcucci          | 3'51"8  |
| 4x100 m misti        | Aniene Stefano Ciavarro Edmondo Mingione Limiti Roberto Pangaro             | 4'13"4  | Lazio Corsi Gilberto Giberti Cesare Butini Paolo Barelli           | 4'13"7  | Canottieri Napoli Simone Bosco Salvatori Maurizio Castagna Berlincioni | 4'14"0  |

### Donne
| Evento               | Oro                                                                             | Tempo  | Argento                                                                            | Tempo  | Bronzo                                                                         | Tempo  |
| Stile libero         |                                                                                 |        |                                                                                    |        |                                                                                |        |
| 100 m                | Laura Podestà                                                                   | 1'03"0 | Novella Calligaris                                                                 | 1'03"1 | Laura Gorgerino                                                                | 1'03"2 |
| 200 m                | Novella Calligaris                                                              | 2'15"2 | Daria Meinardi                                                                     | 2'17"7 | Federica Stabilini                                                             | 2'18"2 |
| 400 m                | Novella Calligaris                                                              | 4'34"4 | Federica Stabilini                                                                 | 4'44"9 | Daria Meinardi                                                                 | 4'45"2 |
| 800 m                | Novella Calligaris                                                              | 9'20"0 | Antonella Valentini                                                                | 9'44"4 | Daria Meinardi                                                                 | 9'53"3 |
| Dorso                |                                                                                 |        |                                                                                    |        |                                                                                |        |
| 100 m                | Alessandra Finesso Cristina Stuttgard                                           | 1'11"6 |                                                                                    |        | Patrizia Torrisi                                                               | 1'11"7 |
| 200 m                | Paola Giovarruscio                                                              | 2'31"6 | Antonella Roncelli                                                                 | 2'32"7 | Patrizia Torrisi                                                               | 2'35"5 |
| Rana                 |                                                                                 |        |                                                                                    |        |                                                                                |        |
| 100 m                | Paola Morozzi                                                                   | 1'21"2 | Tiziana Rachetto                                                                   | 1'21"9 | Lucia De Corte                                                                 | 1'23"8 |
| 200 m                | Paola Morozzi                                                                   | 2'53"0 | Tiziana Rachetto                                                                   | 2'56"3 | Pia Zecchinelli                                                                | 2'57"3 |
| Farfalla             |                                                                                 |        |                                                                                    |        |                                                                                |        |
| 100 m                | Donatella Talpo                                                                 | 1'08"4 | Novella Calligaris                                                                 | 1'09"9 | Marina Corsi                                                                   | 1'10"4 |
| 200 m                | Novella Calligaris                                                              | 2'27"7 | Viviana Dantini                                                                    | 2'34"9 | Donatella Talpo                                                                | 2'35"9 |
| Misti                |                                                                                 |        |                                                                                    |        |                                                                                |        |
| 200 m                | Novella Calligaris                                                              | 2'31"0 | Marina Corsi                                                                       | 2'36"6 | Franca Maltagliati                                                             | 2'38"4 |
| 400 m                | Novella Calligaris                                                              | 5'16"5 | Paola Morozzi                                                                      | 5'25"3 | Viviana Dantini                                                                | 5'28"7 |
| Staffette            |                                                                                 |        |                                                                                    |        |                                                                                |        |
| 4x100 m stile libero | Aniene Alessandra Cornelli Elisabetta Dessy Susanna Sordelli Federica Stabilini | 4'17"6 | Lazio Nuoto Laura Gorgerino Francesca Molinari Antonella Valentini Donatella Talpo | 4'17"9 | Roma Lemme Ferrucci Rosata Troysi                                              | 4'25"7 |
| 4x100 m stile misti  | Lazio Nuoto Paola Giovarruscio Paola Morozzi Donatella Talpo Laura Gorgerino    | 4'44"5 | Aniene Cristina Tarantino Viviana Dantini Alessandra Cornelli Federica Stabilini   | 4'56"9 | Rari Nantes Patavium Novella Calligaris Gasparetti Donatella Schiavon G. Lilla | 4'59"1 |